# Tiny Thompson
Cecil Ralph "Tiny" Thompson, född 31 maj 1903 i Sandon, British Columbia, död 9 februari 1981 i Calgary, Alberta, var en kanadensisk professionell ishockeymålvakt. Tiny Thompson spelade i NHL för Boston Bruins och Detroit Red Wings åren 1928–1940.
Tiny Thompson vann Stanley Cup med Boston Bruins säsongen 1928–29. Under sin karriär vann han även fyra Vezina Trophy.
Thompson valdes in i Hockey Hall of Fame 1959.

## Statistik
V = Vinster, F = Förluster, O = Oavgjorda, N = Nollor, Genomsnitt insläppta mål per match

### Grundserie
| Säsong     | Lag                 | Liga       | Matcher | V   | F   | O  | N  | GIM  |
| ---------- | ------------------- | ---------- | ------- | --- | --- | -- | -- | ---- |
| 1925–26    | Minneapolis Millers | CHL        | 36      | —   | —   | —  | 10 | 1.64 |
| 1926–27    | Minneapolis Millers | AHA        | 38      | 17  | 11  | 10 | 9  | 1.42 |
| 1927–28    | Minneapolis Millers | AHA        | 40      | 28  | 7   | 5  | 12 | 1.23 |
| 1928–29    | Boston Bruins       | NHL        | 44      | 26  | 13  | 5  | 12 | 1.15 |
| 1929–30    | Boston Bruins       | NHL        | 44      | 38  | 5   | 1  | 3  | 2.19 |
| 1930–31    | Boston Bruins       | NHL        | 44      | 28  | 10  | 6  | 3  | 1.98 |
| 1931–32    | Boston Bruins       | NHL        | 43      | 13  | 19  | 11 | 9  | 2.29 |
| 1932–33    | Boston Bruins       | NHL        | 48      | 25  | 15  | 8  | 11 | 1.76 |
| 1933–34    | Boston Bruins       | NHL        | 48      | 18  | 25  | 5  | 5  | 2.62 |
| 1934–35    | Boston Bruins       | NHL        | 48      | 26  | 16  | 6  | 8  | 2.26 |
| 1935–36    | Boston Bruins       | NHL        | 48      | 22  | 20  | 6  | 10 | 1.68 |
| 1936–37    | Boston Bruins       | NHL        | 48      | 23  | 18  | 7  | 6  | 2.22 |
| 1937–38    | Boston Bruins       | NHL        | 48      | 30  | 11  | 7  | 7  | 1.80 |
| 1938–39    | Boston Bruins       | NHL        | 5       | 3   | 1   | 1  | 0  | 1.55 |
| 1938–39    | Detroit Red Wings   | NHL        | 39      | 16  | 17  | 6  | 4  | 2.53 |
| 1939–40    | Detroit Red Wings   | NHL        | 46      | 16  | 24  | 6  | 3  | 2.54 |
| 1940–41    | Buffalo Bisons      | AHL        | 1       | 0   | 0   | 0  | 0  | 1.50 |
| NHL totalt | NHL totalt          | NHL totalt | 553     | 284 | 194 | 75 | 81 | 2.08 |

### Slutspel
| Säsong     | Lag                   | Liga       | Matcher | V  | F  | O | N | GIM  |
| ---------- | --------------------- | ---------- | ------- | -- | -- | - | - | ---- |
| 1925–26    | Minneapolis Millers   | CHL        | 3       | 3  | 0  | 0 | 2 | 0.33 |
| 1926–27    | Minneapolis Millers   | AHA        | 6       | 3  | 3  | 0 | 1 | 1.33 |
| 1927–28    | Minneapolis Millers   | AHA        | 8       | 4  | 0  | 4 | 5 | 0.38 |
| 1928–29    | Boston Bruins         | NHL        | 5       | 5  | 0  | 0 | 3 | 0.60 |
| 1929–30    | Boston Bruins         | NHL        | 6       | 3  | 3  | 0 | 0 | 1.67 |
| 1930–31    | Boston Bruins         | NHL        | 5       | 2  | 3  | 0 | 0 | 2.27 |
| 1932–33    | Boston Bruins         | NHL        | 5       | 2  | 3  | 0 | 0 | 1.23 |
| 1934–35    | Boston Bruins         | NHL        | 4       | 1  | 3  | 0 | 1 | 1.53 |
| 1935–36    | Boston Bruins         | NHL        | 2       | 1  | 1  | 0 | 1 | 4.00 |
| 1936–37    | Boston Bruins         | NHL        | 3       | 1  | 2  | — | 1 | 2.67 |
| 1937–38    | Boston Bruins         | NHL        | 3       | 0  | 3  | — | 0 | 1.70 |
| 1939–40    | Detroit Red Wings     | NHL        | 6       | 3  | 3  | — | 1 | 2.41 |
| 1939–40    | Detroit Red Wings     | NHL        | 5       | 2  | 3  | — | 0 | 2.40 |
| 1942–43    | Calgary RCAF Mustangs | CNDHL      | 4       | —  | —  | — | — | 3.00 |
| NHL totalt | NHL totalt            | NHL totalt | 44      | 20 | 24 | 0 | 7 | 1.88 |

## Meriter
- Vezina Trophy – 1929–30, 1932–33, 1935–36 och 1937–38
- First All-Star Team – 1935–36 och 1937–38
- Second All-Star Team – 1930–31 och 1934–35
- Stanley Cup – 1929